# 油麻磡
油麻磡（英語：Yau Ma Hom）是香港新界荃灣區的一個地方，主要包括油麻磡重置村、中葵涌村和國瑞路東面部份的工業大廈群。

## 歷史
中葵涌是荃灣來往九龍的必經之路，路上有多條客家村落，包括圍乪、圳邊（傅屋）、油麻磡（曾屋）、昂磡（陳姓）、禾塘咀（鄧屋）、梨木樹等。油麻磡位於中葵涌北面，圓山仔南麓，因舊時村民種植油麻而得名，村旁有從大帽山南麓經葵涌流出垃圾灣的河水，是為大坑。
油麻磡村與禾塘咀村相鄰，油麻磡曾屋與禾塘咀鄧屋是新界原居民村落，曾屋有廿多間村屋，鄧屋有十多間村屋，分別位於現今美達中心和葵涌青山公路休憩處。油麻磡曾屋於清乾隆年間開村，禾塘咀鄧屋則於道光年間開村，源自八鄉橫台山鄧氏。兩村原隸屬於荃灣鄉事委員會。油麻磡載於新界鄉議局編著的《新界原有鄉村名冊》，在1905年批出的集體官契兩村記錄於油麻磡名下。
1920年，青山公路完工，葵涌一段青山公路穿過橫龍仔各村。1950年代，葵涌發展一日千里，油麻磡周邊陸續建成不同工廠，以食品廠和醬油廠佔多數，葵涌大坑南面部份亦改道成一條大坑渠。1952年，中葵涌各村在油麻磡合辦葵涌公立學校。
1960年代初，政府與中葵涌各村商討遷村方案，與騰出土地發展現代化都市。當中傅屋、曾屋、鄧屋和昂磡村民在風水師的建議下覓得圓山仔東麓、昂磡村後的山谷作遷村選址。鄧屋村民希望一同搬遷村內一幢百年祠堂，但其他三族均沒有打算在新村興建祠堂。在三族的反對下，傅、曾、陳三族率先在1969年遷往圓山仔東麓，新村名為中葵涌村。禾塘咀山咀一帶在1960年末開始平整，1980年代初鄧屋遷到現今油麻磡重置村（英語：Yau Ma Hom Resite Village），上葵涌村村民曾於1960年代作出反對油麻磡重置村的選址，擔心其日後擴展會影響大白田村。
油麻磡重置村村內設鄧氏祠堂一間。除了鄧屋，油麻磡重置村亦有其他荃灣鄉村落遷入，例如下花山村。油麻磡重置村建成後，並沒有加入荃灣鄉事委員會，因此無法選舉村代表。
油麻磡和禾塘咀山咀平整後被規劃作工業區，建成不少工業大廈。油麻磡東面部份於1971年起用作木屋安置區，1975年清拆，1976年至1990年間用作油麻磡臨時房屋區。臨屋區關閉後，部份地皮發展成新豐中心，另一部份曾用作臨時停車場和高鐵地盤等用途。經過20多年後，該地皮於2022年計劃再次用作過度性房屋之用。

## 事件
- 由於油麻磡重置村位處半山，村民多取道樓梯前往國瑞路和青山公路。新豐中心興建時，政府要求發展商重置樓梯供村民出入。新樓梯建成後，居民需由貨櫃車車場出入口進出，但大廈沒有加設欄杆分隔人車，多年來居民均對此交通安全問題表示關注。[17]
- 廣深港高鐵走線穿越葵涌地底，油麻磡村、上葵涌村及中葵涌村村民曾作出數百宗投訴，指高鐵隊道爆破工程令部份村屋出現下陷情形，牆身出現裂紋。[18]

## 主要建築
- 葵涌公立學校
- 昇柏山